# Armstrong Siddeley Python
L’Armstrong Siddeley Python était un turbopropulseur conçu et fabriqué par la compagnie Armstrong Siddeley au milieu des années 1940. Son utilisation principale fut la propulsion du chasseur lourd embarqué Westland Wyvern. Les prototypes de cet appareil avaient employé le moteur à pistons Rolls-Royce Eagle (en), mais les appareils de série furent équipés du Python. Dans cette utilisation, leur puissance de sortie était de 4 110 ESHP (en anglais : Equivalent Shaft HorsePower, correspondant au nombre de chevaux sur l'arbre).

## Conception et développement
La conception commença comme un pur turboréacteur expérimental, connu sous le nom d'ASX, qui commença à être testé dès 1943. À cette période, les autres concepts de moteurs étaient déjà entrés en phase de pré-production, et il sembla à la société que le besoin en moteurs ASX sous leur forme du moment était assez faible. Le concept fut alors modifié par l'ajout d'un boîtier d'engrenages réducteurs afin d'entraîner une hélice. Le turbopropulseur alors créé fut nommé ASP.

## Essais en vol
Les premiers essais en vol du Python furent effectués à l'aide d'un Avro Lancaster B.1 (FE) (no  de série TW911) et d'un Avro Lincoln B.2 (no  de série RE339/G). Sur ces deux appareils, les deux moteurs Merlin extérieurs furent remplacés par des Pythons. Le Lincoln B.2 fut également utilisé pour des tests de bombardement à haute altitude à Woomera, en Australie-Méridionale, pendant lesquels les Pythons furent utilisés pour augmenter l'altitude à partir de laquelle seraient effectués les bombardements. Ces essais concernaient essentiellement les carénages balistiques de l'arme nucléaire Blue Danube (en). À cette époque, il n'y avait aucun autre appareil disponible étant capable de transporter cet énorme carénage d'1,57 m de diamètre pour 7,30 m de long, tout en étant capable de l'amener à l'altitude requise pour les tests. La vitesse et l'altitude maximales pour les onze premiers tests étaient de 442,5 km/h et 10 602 m, avec une erreur de visée de 18,6 m.

## Applications
- Avro Lancaster : Pour tests uniquement ;
- Avro Lincoln : Pour tests uniquement ;
- Westland Wyvern : Installé sur les appareils de production.